# Lijst van rijksmonumenten in Heiloo
De plaats en gemeente Heiloo telt 45 inschrijvingen in het rijksmonumentenregister. Hieronder een overzicht.
| Object                                                                                           | Oorspronkelijke functie?  | Bouwjaar              | Architect                           | Locatie                   | Coördinaten?                  | Nr.?   | Afbeelding                                                             |
| ------------------------------------------------------------------------------------------------ | ------------------------- | --------------------- | ----------------------------------- | ------------------------- | ----------------------------- | ------ | ---------------------------------------------------------------------- |
| De hutkoffer                                                                                     | Woonhuis                  | tweede helft 17e eeuw |                                     | Heerenweg 21              | 52° 36' 21" NB, 4° 42' 48" OL | 21345  | Meer afbeeldingen                                                      |
| Witte Kerk                                                                                       | Kerk en kerkonderdeel     | 11e-12e eeuw en later |                                     | Heerenweg 32              | 52° 36' 18" NB, 4° 42' 47" OL | 21346  | Meer afbeeldingen                                                      |
| Westtoren van de Witte Kerk                                                                      | Kerk en kerkonderdeel     | 12e eeuw              |                                     | Heerenweg 34              | 52° 36' 3" NB, 4° 43' 7" OL   | 21347  | Meer afbeeldingen                                                      |
| Twee hekpijlers, elk bekroond met een leeuw met wapenschild, van het voormalig huis Ter Coulster | Erfscheiding              | tweede kwart 17e eeuw |                                     | Kennemerstraatweg 432     | 52° 35' 54" NB, 4° 43' 5" OL  | 21349  | Meer afbeeldingen                                                      |
| Sint Willibrordus: S.M. Glorieux, St. Aloysius                                                   | Gezondheidszorg           | 1932-1940             |                                     | Kennemerstraatweg 464     | 52° 35' 47" NB, 4° 42' 31" OL | 515982 | Sint Willibrordus: S.M. Glorieux, St. Aloysius                         |
| Sint Willibrordus: Onze Lieve Vrouwe van Lourdes                                                 | Kapel                     | 1938-1940             |                                     | Kennemerstraatweg bij 464 | 52° 35' 47" NB, 4° 42' 31" OL | 515983 | Meer afbeeldingen                                                      |
| Sint Willibrordus: Sint Paulus                                                                   | Gezondheidszorg           | 1928-1929             |                                     | Kennemerstraatweg bij 464 | 52° 35' 47" NB, 4° 42' 31" OL | 515984 | Meer afbeeldingen                                                      |
| Sint Willibrordus: voormalige dokterswoning met hekwerk                                          | Dienstwoning              | 1931                  | Thunissen en Hendricks              | Ypesteinerlaan 2          | 52° 35' 44" NB, 4° 42' 26" OL | 515985 | Meer afbeeldingen                                                      |
| Sint Willibrordus: Klein Ypestein                                                                | Dienstwoning              | 1929                  | P. Bot                              | Kennemerstraatweg 466     | 52° 35' 45" NB, 4° 42' 26" OL | 515986 | Sint Willibrordus: Klein Ypestein                                      |
| Sint Willibrordus: voormalige dokterswoning                                                      | Dienstwoning              | 1937                  | vermoedelijk Thunissen en Hendricks | Kennemerstraatweg 462     | 52° 35' 53" NB, 4° 42' 32" OL | 515987 | Sint Willibrordus: voormalige dokterswoning                            |
| Sint Willibrordus: voorterrein bestaande uit tuinaanleg en toegangshek                           | Tuin, park en plantsoen   | 1935-1940             |                                     | Kennemerstraatweg bij 464 | 52° 35' 47" NB, 4° 42' 31" OL | 515988 | Sint Willibrordus: voorterrein bestaande uit tuinaanleg en toegangshek |
| Onze Lieve Vrouwe ter Nood: genadekapel                                                          | Kapel                     | 1930                  |                                     | Kapellaan 8               | 52° 34' 59" NB, 4° 41' 22" OL | 515993 | Onze Lieve Vrouwe ter Nood: genadekapel                                |
| Onze Lieve Vrouwe ter Nood: bedevaartkerk                                                        | Kerk en kerkonderdeel     | 1913                  |                                     | Kapellaan 6a              | 52° 34' 59" NB, 4° 41' 22" OL | 515994 | Onze Lieve Vrouwe ter Nood: bedevaartkerk                              |
| Onze Lieve Vrouwe ter Nood: vrijstaand rustaltaar                                                | Vanwege onderdelen kerk   | 1910-1915             |                                     | Kapellaan bij 6           | 52° 34' 59" NB, 4° 41' 22" OL | 515995 | Onze Lieve Vrouwe ter Nood: vrijstaand rustaltaar                      |
| Onze Lieve Vrouwe ter Nood: toegangspoort                                                        | Erfscheiding              | ca. 1925              |                                     | Kapellaan 6               | 52° 34' 59" NB, 4° 41' 22" OL | 515996 | Onze Lieve Vrouwe ter Nood: toegangspoort                              |
| Onze Lieve Vrouwe ter Nood: aanleg en twee hekpijlers                                            | Tuin, park en plantsoen   | 1912-1915             |                                     | Kapellaan bij 6           | 52° 34' 59" NB, 4° 41' 22" OL | 515997 | Onze Lieve Vrouwe ter Nood: aanleg en twee hekpijlers                  |
| De Specht                                                                                        | Woonhuis                  | 1920                  |                                     | Heerenweg 2               | 52° 36' 25" NB, 4° 42' 55" OL | 515998 | Meer afbeeldingen                                                      |
| Houten pre-fabwoning van het type blokhuis                                                       | Woonhuis                  | 1920                  |                                     | Kennemerstraatweg 41      | 52° 36' 32" NB, 4° 43' 4" OL  | 515999 | Houten pre-fabwoning van het type blokhuis                             |
| Huize Drechterland                                                                               | Woonhuis                  | 1928                  |                                     | Van Foreestlaan 1         | 52° 37' 6" NB, 4° 43' 43" OL  | 516000 | Meer afbeeldingen                                                      |
| Lutine                                                                                           | Woonhuis                  | 1920                  |                                     | Kennemerstraatweg 7       | 52° 37' 6" NB, 4° 43' 47" OL  | 516001 | Lutine                                                                 |
| Betsy's Hof                                                                                      | Boerderij                 | 1913                  |                                     | Kennemerstraatweg 434     | 52° 36' 4" NB, 4° 42' 44" OL  | 516002 | Meer afbeeldingen                                                      |
| Sint Willibrordus: Sint Cornelius                                                                | Gezondheidszorg           | 1933-1934             |                                     | De Olvendijk 1            | 52° 35' 47" NB, 4° 42' 31" OL | 520128 | Meer afbeeldingen                                                      |
| Onze Lieve Vrouwe ter Nood: kruiswegstatie                                                       | Kerk en kerkonderdeel     | 1912-1915             |                                     | Kapellaan bij 6           | 52° 34' 59" NB, 4° 41' 22" OL | 520301 | Meer afbeeldingen                                                      |
| Onze Lieve Vrouwe ter Nood: calvarieberg                                                         | Kerk en kerkonderdeel     | 1912                  |                                     | Kapellaan bij 6           | 52° 34' 59" NB, 4° 41' 22" OL | 520304 | Meer afbeeldingen                                                      |
| Onze Lieve Vrouwe ter Nood: Willibrordusbeeld                                                    | Straatmeubilair           | 1935                  | P. Biesiot                          | Kapellaan bij 6           | 52° 34' 59" NB, 4° 41' 22" OL | 520305 | Onze Lieve Vrouwe ter Nood: Willibrordusbeeld                          |
| Varnebroekmolen                                                                                  | Industrie- en poldermolen | 1860 / 1974           |                                     | Het Maalwater bij 7       | 52° 37' 0" NB, 4° 42' 0" OL   | 7466   | Meer afbeeldingen                                                      |
| Nijenburg: hoofdgebouw                                                                           | Kasteel, buitenplaats     | 1705-1710             |                                     | Kennemerstraatweg 278     | 52° 36' 35" NB, 4° 43' 22" OL | 529040 | Meer afbeeldingen                                                      |
| Nijenburg: historische tuin- en parkaanleg                                                       | Tuin, park en plantsoen   | 18e eeuw en later     |                                     | Kennemerstraatweg bij 278 | 52° 36' 51" NB, 4° 43' 8" OL  | 529041 | Meer afbeeldingen                                                      |
| Nijenburg: koetshuis                                                                             | Bijgebouwen kastelen enz. | 1760                  |                                     | Kennemerstraatweg bij 278 | 52° 36' 37" NB, 4° 43' 23" OL | 529042 | Meer afbeeldingen                                                      |
| Nijenburg: dienstwoning                                                                          | Bijgebouwen kastelen enz. | tweede kwart 19e eeuw |                                     | Kennemerstraatweg bij 278 | 52° 36' 41" NB, 4° 43' 21" OL | 529043 | Meer afbeeldingen                                                      |
| Nijenburg: bruggen                                                                               | Bijgebouwen kastelen enz. | 18e eeuw              |                                     | Kennemerstraatweg bij 278 | 52° 36' 35" NB, 4° 43' 21" OL | 529044 | Meer afbeeldingen                                                      |
| Nijenburg: hekken                                                                                | Bijgebouwen kastelen enz. | 18e-19e eeuw          |                                     | Kennemerstraatweg bij 278 | 52° 36' 38" NB, 4° 43' 16" OL | 529045 | Meer afbeeldingen                                                      |
| Nijenburg: muren                                                                                 | Bijgebouwen kastelen enz. | 18e-19e eeuw          |                                     | Kennemerstraatweg bij 278 | 52° 36' 35" NB, 4° 43' 22" OL | 529046 | Meer afbeeldingen                                                      |
| Nijenburg: tuinbeelden                                                                           | Bijgebouwen kastelen enz. | ca. 1710              | Gaspar Swenst                       | Kennemerstraatweg bij 278 |                               | 529047 | Meer afbeeldingen                                                      |
| Nijenburg: tuinbeelden                                                                           | Bijgebouwen kastelen enz. | ca. 1710              | Gaspar Swenst                       | Kennemerstraatweg bij 278 |                               | 529047 | Meer afbeeldingen                                                      |
| Nijenburg: tuinmanswoning                                                                        | Bijgebouwen kastelen enz. | tweede helft 18e eeuw |                                     | Kennemerstraatweg bij 278 |                               | 529048 | Meer afbeeldingen                                                      |
| Nijenburg: varkensboet                                                                           | Bijgebouwen kastelen enz. | midden 18e eeuw       |                                     | Kennemerstraatweg bij 278 |                               | 529049 | Meer afbeeldingen                                                      |
| Nijenburg: schrobstoep                                                                           | Boerderij                 | eerste helft 18e eeuw |                                     | Kennemerstraatweg bij 278 |                               | 530789 | Meer afbeeldingen                                                      |
| Nijenburg: boerderij ten zuiden van het huis                                                     | Boerderij                 | 1755                  |                                     | Kennemerstraatweg 280     | 52° 36' 28" NB, 4° 43' 18" OL | 530790 | Meer afbeeldingen                                                      |
| Nijenburg: boerderij ten westen van het huis                                                     | Boerderij                 | 18e eeuw              |                                     | Westerweg 51C             | 52° 37' 2" NB, 4° 42' 54" OL  | 530791 | Meer afbeeldingen                                                      |
| Nijenburg: waterput van boerderij ten westen van het huis                                        | Straatmeubilair           |                       |                                     | Westerweg bij 51C         |                               | 530792 | Meer afbeeldingen                                                      |
| Nijenburg: kleine stolpboerderij, boerderij ten westen van het huis                              | Boerderij                 | 17e eeuw of eerder    |                                     | Westerweg 51B             | 52° 37' 1" NB, 4° 42' 54" OL  | 530793 | Meer afbeeldingen                                                      |
| Nijenburg: Boerderij Cranenbroek: erfaanlegstructuur                                             | Boerderij                 |                       |                                     | Westerweg bij 21          |                               | 530794 | Upload foto                                                            |
| Nijenburg: Boerderij Cranenbroek: stolpboerderij                                                 | Boerderij                 | 1755                  |                                     | Westerweg 21a             | 52° 37' 21" NB, 4° 42' 56" OL | 530795 | Meer afbeeldingen                                                      |
| Nijenburg: Boerderij Cranenbroek: stenen schuur                                                  | Boerderij                 | 1755                  |                                     | Westerweg bij 21          |                               | 530796 | Upload foto                                                            |
| Nijenburg: Boerderij Cranenbroek: hekpijlers                                                     | Erfscheiding              | 19e eeuw              |                                     | Westerweg bij 21          |                               | 530797 | Upload foto                                                            |

Aalsmeer ·
Alkmaar ·
Amstelveen ·
Amsterdam ·
Bergen ·
Beverwijk ·
Blaricum ·
Bloemendaal ·
Castricum ·
Den Helder ·
Diemen ·
Dijk en Waard ·
Drechterland ·
Edam-Volendam ·
Enkhuizen ·
Gooise Meren ·
Haarlem ·
Haarlemmermeer ·
Heemskerk ·
Heemstede ·
Heiloo ·
Hilversum ·
Hollands Kroon ·
Hoorn ·
Huizen ·
Koggenland ·
Landsmeer ·
Laren ·
Medemblik ·
Oostzaan ·
Opmeer ·
Ouder-Amstel ·
Purmerend ·
Schagen ·
Stede Broec ·
Texel ·
Uitgeest ·
Uithoorn ·
Velsen ·
Waterland ·
Wijdemeren ·
Wormerland ·
Zaanstad ·
Zandvoort